# The Color of Money – The Original Motion Picture Soundtrack
The Color of Money – The Original Motion Picture Soundtrack ist ein Soundtrack-Album verschiedener Blues- und Rockmusiker für den Film-Hit Die Farbe des Geldes von 1986. Der Songwriter Robbie Robertson (ehemals The Band) stellte den Soundtrack dieses Spielfilms von Martin Scorsese zusammen, was es ihm erlaubte, sowohl mit Willie Dixon als auch mit Gil Evans zusammenzuarbeiten;

## Entstehungsgeschichte
Nachdem David Geffen befürchtete, dass Robertson die Arbeiten an seinem ersten Soloalbum vernachlässigte und untersagte, in der Filmmusik deutlich hervorzutreten, besorgte Robertson Songs prominenter Musiker. Auf dem Album vertreten sind daher Beiträge von B.B. King, Don Henley, Eric Clapton, Mark Knopfler, Robert Palmer, Warren Zevon und Willie Dixon. Evans, der zahlreiche Skizzen zur Musik des Films entworfen hatte, war letztlich nur für das Arrangement der beiden eigenen Beiträge von Robertson verantwortlich. Im Film selbst kommen deutlich mehr Stücke zum Einsatz, als letztlich auf dem Tonträger veröffentlicht wurden – darunter
„It's My Life Baby“, umgesetzt von Eric Clapton mit den Big Town Playboys.

## Veröffentlichung
Am 17. Oktober 1986 erschien das Soundtrack-Album unter dem Label MCA Records. Das Unternehmen entschied, die Zusammenstellung zunächst nur auf Schallplatte und Kompaktkassette zu veröffentlichen. Claptons Beitrag It’s in the Way That You Use It erschien parallel als Single und im November desselben Jahres auf dessen Album August. Am 25. Oktober 1990 wurde The Color of Money – The Original Motion Picture Soundtrack ebenfalls auf Compact Disc unter der Katalognummer DMCG 6023 veröffentlicht.

## Rezeption und Charterfolg
Kritiker William Ruhlmann der Musikwebsite Allmusic findet, dass zwar Eric Clapton die Hit-Single It’s in the Way That You Use It beigesteuert habe, aber auch Blues-Größen wie B.B. King, Willie Dixon, Don Henley und (angeblich gleich dreimal) Robert Palmer auf der Veröffentlichung enthalten sind. Ruhlmann vergab 3 der 5 Bewertungseinheiten für das Soundtrack-Album. Das Werk belegte Platz 100 der Billboard 200 im Jahr 1987. Der Song Who Owns This Place? erreichte Position 3 der Billboard Mainstream Rock Songs Hitparade.

## Titelliste mit Produzenten
| Nr.          | Titel                                              | Text                             | Musik               | Produzenten                           | Länge |
| ------------ | -------------------------------------------------- | -------------------------------- | ------------------- | ------------------------------------- | ----- |
| 1.           | Who Owns This Place? (Don Henley)                  | Charles Singleton • Eddie Snyder | Bert Kaempfert      | Kortchmar • Don Henley • Greg Ladanyi | 4:58  |
| 2.           | It’s in the Way That You Use It (Eric Clapton)     | Eric Clapton • Robbie Robertson  | Eric Clapton        | Tom Dowd                              | 3:00  |
| 3.           | Let Yourself in for It (Robert Palmer)             | Lawrence Lucie                   | Herman Brightman    | Robert Palmer                         | 5:21  |
| 4.           | Don’t Tell Me Nothin’ (Willie Dixon)               | Willie Dixon                     | Robbie Robertson    | Robbie Robertson                      | 4:41  |
| 5.           | Two Brothers and a Stranger (Mark Knopfler)        | Mark Knopfler                    | Mark Knopfler       | Mark Knopfler                         | 2:40  |
| 6.           | Standing on the Edge of Love (B.B. King)           | Jerry Lynn Williams              | Jerry Lynn Williams | Jerry Lynn Williams • Ira Newborn     | 3:59  |
| 7.           | Modern Blues                                       | Robbie Robertson                 | Robbie Robertson    | Robbie Robertson • Gil Evans          | 2:56  |
| 8.           | Werewolves of London (Warren Zevon)                | LeRoy Marinell • Robert Wachtel  | Warren Zevon        | Jackson Browne • Robert Wachtel       | 3:23  |
| 9.           | My Baby’s in Love With Another Guy (Robert Palmer) | Lawrence Lucie                   | Herman Brightman    | Robert Palmer                         | 2:28  |
| 10.          | The Main Title                                     | Robbie Robertson                 | Robbie Robertson    | Robbie Robertson • Gil Evans          | 2:45  |
| Gesamtlänge: | Gesamtlänge:                                       | Gesamtlänge:                     | Gesamtlänge:        | Gesamtlänge:                          | 36:11 |